# Liste der Bodendenkmäler in Nagel (Fichtelgebirge)
Auf dieser Seite sind die Bodendenkmäler in der oberfränkischen Gemeinde Nagel zusammengestellt. Diese Tabelle ist eine Teilliste der Liste der Bodendenkmäler in Bayern. Grundlage ist die Bayerische Denkmalliste, die auf Basis des Bayerischen Denkmalschutzgesetzes vom 1. Oktober 1973 erstmals erstellt wurde und seither durch das Bayerische Landesamt für Denkmalpflege geführt wird. Die folgenden Angaben ersetzen nicht die rechtsverbindliche Auskunft der Denkmalschutzbehörde.

## Bodendenkmäler der Gemeinde

### Bodendenkmäler in der Gemarkung Nagel
| Lage                                | Objekt | Akten-Nr.     | Bild |
| ----------------------------------- | --- | ------------- | ---- |
| Nagel Kemnather Straße 6 (Standort) | Archäologische Befunde im Bereich der frühneuzeitlichen St.-Trinitatis-Kirche von Nagel. Siehe auch: neuzeit | D-4-6037-0004 |      |